# 押角站
押角站（日语：／ Oshikado eki */?）是位於岩手縣宮古市和井內，東日本旅客鐵道的岩泉線車站（廢站）。隨著岩泉線全線廢除，車站在2014年（平成26年）4月1日廢除。

## 歷史
- 1944年（昭和19年）7月20日 - 日本國有鐵道小本線車站（貨運車站）啟用[1]。
- 1947年（昭和22年）11月25日 - 小本線延長至宇津野站（1957年（昭和32年）5月16日延長至淺內之際而廢除。成為中途站[1]。同時，開設客運業務，變成一般車站[1]。
- 1948年（昭和23年）11月26日 - 因風災和水災而暫停營業[1]。
- 1949年（昭和24年）3月5日 - 車站重開[1]。
- 1961年（昭和36年）11月1日 - 結束貨物業務。
- 1972年（昭和47年）2月6日 - 小本線改名為岩泉線。同時結束折返式設施，同時成為無人車站[1]。
- 1987年（昭和62年）4月1日 - 伴隨國鐵分割民營化，車站由東日本旅客鐵道（JR東日本）營運[1]。
- 2010年（平成22年）
  - 7月31日 - 由於發生天災，使岩泉線不能通行。
  - 8月2日 - 開設代行巴士服務，但是當時不途經此站。
  - 8月17日 - 代行巴士開始停靠此站。
- 2014年（平成26年）4月1日 - 岩泉線正式廢除，車站也被廢除[2][3]。

## 車站構造
截至車站廢除前，此站是地面車站，設有1面1線的木製單式月台。此站是由茂市站管理的無人車站。
站內只有候車室和長椅，沒有車站大樓。
在車站啟用時為折返式車站。站內的配線使通過此站的車輛必須停靠該站，當時設有2面3線的月台（單式月台和島式月台），另外設有1條引上線。車站大樓遺址變成河流旁的養魚場。

## 車站周邊
車站附近設有一個名為押角的村落。現時車站附近設有養鱒場，也設有自然養育雞隻的養雞場（該處販賣雞蛋）。車站被周邊山圍繞，該處還有名為「押角嶺」的地方，鄰接國道340號，該國道的交通流量較少。在車站廢除後，車站附近還有小指示牌指示車站方向。離草叢生的站前廣場後方設有臨時設置的橋樑和樓梯，越過橋樑和經過樓梯後，轉左沿路軌旁步行50米便到達車站月台。
根據上述描述，很難相信車站是連接國道，因此，部分鐵路迷認定該站是全國首屈一指的秘境站。連接車站和國道的橋樑中，橋樑的一邊（望向車站時為左手邊）沒有柵欄，因此越過橋樑時需要小心。在岩泉線廢線後，橋樑被繩索封閉，不能從國道一方進入月台處。在2016年（平成28年）9月，颱風獅子山吹襲以引致的暴雨使該橋被沖走，因此已經不可能從國道前往月台。
車站距離岩泉線的最高點比較近，距離車站以北約1.3公里處。該處同時為該線最長隧道之入口，隧道名稱為押角隧道（2987米，後來變為國道340號的隧道）。在全線擁有許多斜坡和彎位的路段中，該區間列車可以時速70km/h前進。
另外，雖然周邊被山包圍，但是該處是NTT DOCOMO的FOMA+覆蓋範圍，因此可使用FOMA。這是由於NTT DOCOMO東北的FOMA可覆蓋所有該公司管轄範圍內的JR東日本車站。
地名方面，一般會標記為「押角」，但是也會標記為「雄鹿戶」，兩者的日文讀法相同。與岩泉線並行的國道340號設有一條雄鹿戶隧道。
在岩泉線正式廢除前，鐵路替代巴士於國道的此站入口附近可上下車。由東日本交通營運的岩泉線廢除替代巴士並沒有於附近設置巴士站。由於該路段不是自由上下車區間，因此在岩泉線廢除後，車站附近再沒有公共交通工具服務。在岩泉線中，只有此站沒有設施相關的巴士站。

## 相鄰車站
東日本旅客鐵道（JR東日本）
■岩泉線
岩手和井內－押角－*宇津野－岩手大川
*刪除線是在岩泉線全線廢除前已經被廢除的車站（在宇津野站廢除同時岩手大川站啟用）

## 注腳
1. 1 2 3 4 5 6 7 8  曾根悟（日语：曽根悟）（監修）. 朝日新聞出版分冊百科編集部（編集） , 编. . 週刊朝日百科. 21号 釜石線・山田線・岩泉線・北上線・八戸線. 朝日新聞出版. 2009-12-06: 21 （日语）.
2. ↑  岩泉線の廃止についてPDF（日語） - 東日本旅客鐵道，2013年11月8日
3. ↑  岩泉線きょう廃止届 押角トンネルなど無償譲渡（日語） - 讀賣新聞，2013年11月8日《2014年1月18日參閲，現時只保留存檔》

## 外部連結
- I love Switch Back （页面存档备份，存于）（日語） - 折返式車站時代的押角站 （页面存档备份，存于）（日語）